# شربل حلال
شربل حلال هو رسام لبناني المعروف بـرسام المشاهيرالأول في العالم العربي. درس في جامعة سيدة اللويزة وجامعة الروح القدس - الكسليك فبدأ برسم المشاهير بطريقة مميزة. أول من رسمها من المشاهير هي النجمة هيفاء وهبي التي شجعته ودعمته.  اقام لها معرض خاص في 12 مارس 2017، الذي ضمن 50 لوحة.

## وصلات خارجية
- موقعه